# Niní Gambier
Niní Gambier (Buenos Aires, 16 de marzo de 1916 - Ibidem, 4 de noviembre de 1999) fue una actriz argentina. A los 4 años se integró en el baile, donde actuó en el teatro Colón.

## Biografía
Inquieta, de bella figura y sugestiva sonrisa, Niní Gambier en la década del 30" se inició en la Comedia Nacional Argentina con la obra Locos de verano, de Gregorio de Laferrère, donde debía encarnar a una niña de doce años, y así comenzó su trayectoria artística.
En 1936 participa en Los muchachos de antes no usaban gomina, de Manuel Romero, y aunque su carrera cinematográfica fue corta llegó a realizar 12 películas, entre ellas La fuga, 24 horas en libertad, Así es la vida, Volver a vivir, Hay que casar a Ernesto, Pájaros sin nido, Fortín Alto entre otras. En TV, actuó en ciclos como Estrellita mía, Soy Gina, Alta Comedia y Nueve lunas.
Trabajó con grandes figuras del espectáculo como Sabina Olmos, Mecha Ortiz, Tita Merello, Amelia Bence, Rosa Rosen, Mirtha Legrand, Irma Córdoba y Luisa Vehil, entre otras.
Hacia principios de los años cincuenta la actriz se casó con el diplomático Juan Pedro Vignale y a raíz de desavenencias políticas debió exiliarse en Venezuela hasta la caída del gobierno. Falleció el 4 de noviembre de 1999 en Buenos Aires, Argentina a los 83 años tras una larga enfermedad.

## Filmografía
Trabajó en los siguientes filmes:
- Un muro de silencio (1993)
- Sur (1987)
- Los herederos (1970)
- Canción de cuna (1941)
- Hay que casar a Ernesto (1941)
- Fortín Alto (1941)
- Volver a vivir (1941)
- Pájaros sin nido (1940)
- Así es la vida (1939)
- 24 horas en libertad (1938)
- La fuga (1937)
- Los muchachos de antes no usaban gomina (1936)

## Televisión
- 1987: De Fulanas y Menganas